# Caridina venusta
Caridina venusta е вид десетоного от семейство Atyidae.

## Разпространение и местообитание
Видът е разпространен в Китай (Гуандун).
Обитава пясъчните дъна на сладководни басейни и реки.